# Tipula luna
Tipula luna är en tvåvingeart som beskrevs av Westhoff 1879. Tipula luna ingår i släktet Tipula och familjen storharkrankar. Arten är reproducerande i Sverige. Inga underarter finns listade i Catalogue of Life.

## Bildgalleri

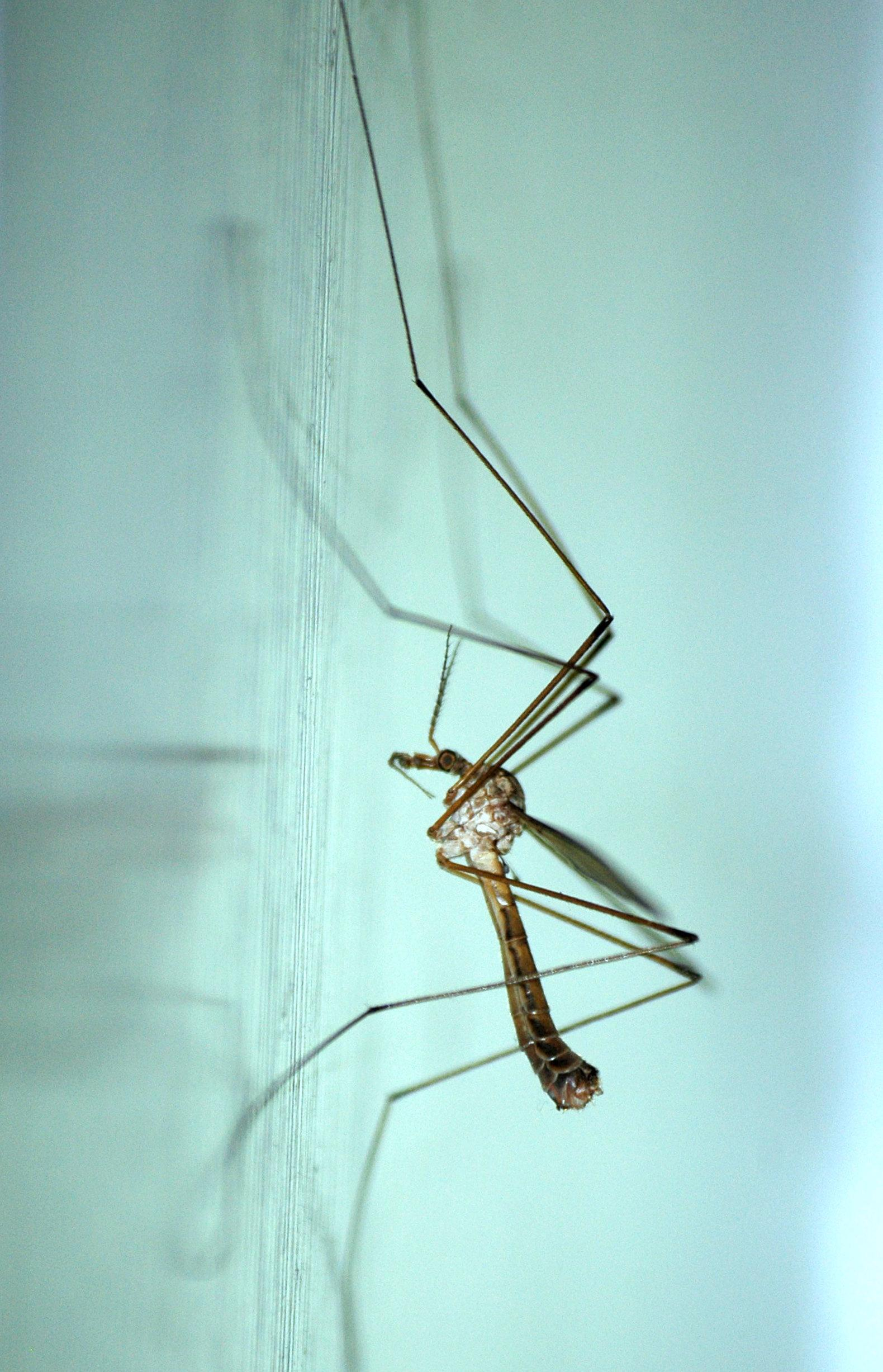
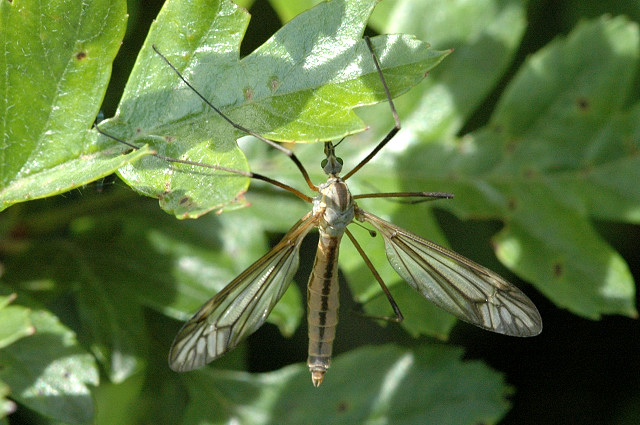
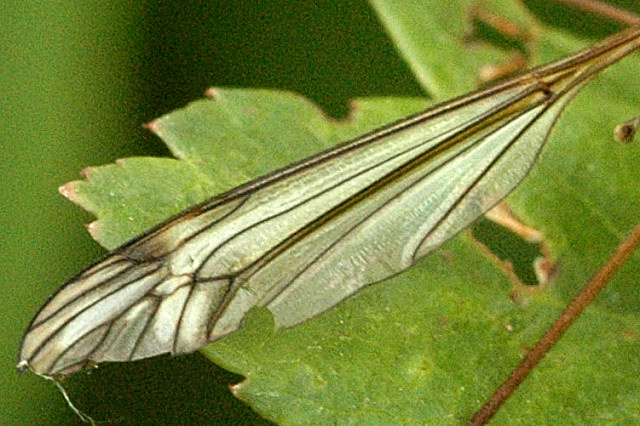
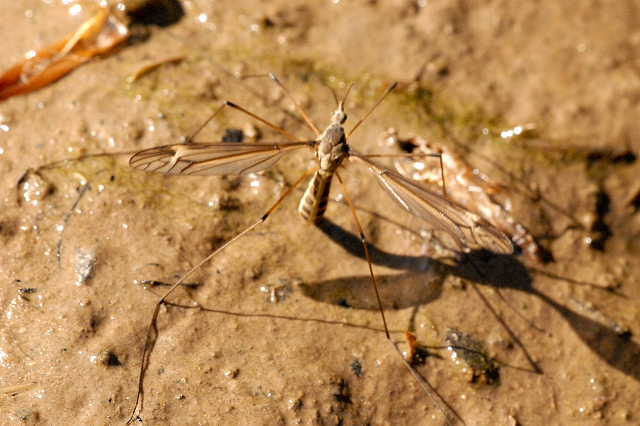